# Kokanee Lake
Kokanee Lake är en sjö i Kanada.   Den ligger i provinsen British Columbia, i den södra delen av landet, 3 100 km väster om huvudstaden Ottawa. Kokanee Lake ligger 1 965 meter över havet. Arean är 0,16 kvadratkilometer. Den sträcker sig 0,8 kilometer i nord-sydlig riktning, och 0,6 kilometer i öst-västlig riktning.
I omgivningarna runt Kokanee Lake växer i huvudsak barrskog. Trakten runt Kokanee Lake är nära nog obefolkad, med mindre än två invånare per kvadratkilometer.